# De dyre dråber
De dyre dråber er en dansk dokumentarfilm fra 1990 med instruktion og manuskript af Jan C. G. Larsen.

## Handling
Filmen viser sammenhængen i storbyen Københavns vandkredsløb i stedet for nyhedsmediernes fragmenterede billede af den ene eller anden punktforurening. Den følger vandet fra storbyens lange sugerørs vandindvinding i det sjællandske landskab frem til forbrugeren og industrien, videre fra vandhane til afløb, ud gennem kloaksystemet til gensynet med den standhaftige tinsoldat. Pointen er, at tungmetallerne går urenset igennem Lynetten, og soldaten findes igen i en fisk fanget i Øresund.